# Baclofene
Baclofene (nella fase sperimentale conosciuto anche con la sigla Ciba 34.647) è un principio attivo farmacologico miorilassante ad azione centrale, appartenente alla classe dei derivati dell'acido gamma ammino-butirrico (GABA). È impiegato principalmente nel trattamento della spasticità.
È un agonista dei recettori GABAB

## Farmacodinamica
Baclofene produce i suoi effetti modulando i recettori GABAB, i quali inibiscono il rilascio di alcuni aminoacidi eccitatori, tra cui glutammato e aspartato. 
Tuttavia, il farmaco non ha un'affinità significativa per i recettori GHB, e non sono noti potenziali abusi.
La molecola esercita un'azione benefica sulle contrazioni muscolari riflesse, migliorando così gli spasmi dolorosi e le clonie.
Viene così a esercitarsi un'azione facilitatoria sulle attività quotidiane con sensibile miglioramento della mobilità del paziente e delle eventuali attività fisioterapiche.

## Farmacocinetica
A seguito di somministrazione per via orale baclofene viene rapidamente assorbito dal tratto gastroenterico. 
La diffusione nei tessuti dell'organismo è ampia e rapida. Il picco di concentrazione plasmatica (Cmax) viene raggiunto dopo circa 1-1,5 ore dall'assunzione. Il legame con le proteine plasmatiche è pari al 30% circa.
Il metabolismo della molecola è solo parziale. L'emivita plasmatica del farmaco si aggira intorno alle 3-4 ore. 
Baclofene viene eliminato in gran parte in forma immodificata. Nel giro di 72 ore circa il 75% di una dose assunta è eliminata dall'emuntorio renale mentre la quota rimanente viene escreta con le feci.

## Tossicologia
Il farmaco non è potenzialmente carcinogenetico né mutageno. In studi sperimentali su animali (ratti) trattati cronicamente con baclofene a dosaggi elevati (fino a 100 mg/kg) è stata osservata la comparsa di cisti ovariche in apparenza in stretta correlazione con la dose utilizzata.

## Usi clinici
Il Baclofene è largamente impiegato nel trattamento delle sindromi di tipo spastico, specialmente se causate da lesioni del midollo spinale,
diplegia spastica, 
paralisi cerebrale infantile,
sclerosi multipla,
sclerosi laterale amiotrofica, neuropatia periferica, nevralgia del trigemino e nevralgia glossofaringea.
In Francia ne è stato autorizzato l'uso per il trattamento dell'alcoolismo.

## Effetti collaterali e indesiderati
| Tipi di reazioni                     | Comuni (>1/100, <1/10) | Non comuni (>1/1.000, <1/100) | Rare (>1/10.000, <1/1.000)                             | Molto rare (<1/10.000) | Frequenza non nota |
| ------------------------------------ | --- | ----------------------------- | ------------------------------------------------------ | ---------------------- | ------------------ |
| Disturbi del sistema nervoso         | - Sonnolenza - Sedazione - Spossatezza - Apatia - Cefalea - Confusione mentale - Insonnia - incubi - Allucinazioni - Tremore - Atassia - Vertigine - Nistagmo - Secchezza delle fauci |                               | - Disgeusia - Parestesie - Disartria                   |                        |                    |
| Disturbi renali e delle vie urinarie | - Disuria - Pollachiuria - Enuresi |                               | - Ritenzione acuta di urina                            |                        |                    |
| Disturbi cardiaci e vascolari        | - Ipotensione arteriosa |                               |                                                        |                        |                    |
| Disturbi cutanei e del sottocutaneo  | - Rash cutaneo - Iperidrosi - Prurito |                               |                                                        |                        |                    |
| Disturbi gastrointestinali           | - Dispepsia - Difficoltà di deglutizione - Nausea - Vomito - Diarrea - Stipsi |                               | - Dolore addominale                                    |                        |                    |
| Disturbi epatici e delle vie biliari | |                               | - Alterazioni funzionalità epatica - Aumento AST e ALT |                        |                    |

## Dosi terapeutiche
Baclofene può essere somministrato sia per via orale sia per via intratecale (direttamente nel liquido cefalorachidiano) utilizzando una pompa impiantata sotto la pelle.
Il trattamento deve sempre incominciare partendo da dosaggi bassi, che vanno gradualmente aumentati. Per ciascun paziente deve essere ricercata la dose più bassa ma utile a determinare una risposta terapeutica ottimale.
Nel soggetto adulto la dose giornaliera complessiva deve essere ripartita in 3 somministrazioni. In genere il trattamento ha inizio con una dose pari a 5 mg, 3 volte al giorno, che può essere successivamente incrementata ogni 3-4 giorni, di ulteriori 5 mg per 3 volte al giorno.

## Sindrome di astinenza
La sospensione del baclofene può provocare una sindrome di astinenza che assomiglia a quella delle benzodiazepine e dell'alcool. I sintomi da astinenza sono più probabili se il farmaco viene utilizzato per lunghi periodi di tempo (più di un paio di mesi) e possono essere causati da dosi basse o alte. La severità della sindrome dipende dalla velocità con cui viene sospeso il baclofene, così che per ridurre al minimo i sintomi la dose deve essere diminuita lentamente fino alla sospensione della terapia. La sindrome acuta può essere interrotta riprendendo la somministrazione.
I sintomi da astinenza possono includere allucinazioni uditive, visive o tattili, illusioni, confusione, agitazione psicomotoria, delirio, disorientamento, fluttuazione della coscienza, insonnia, vertigini, nausea, sensazione di svenimento, disattenzione, deficit della memoria, disturbi percettivi, ansia, depersonalizzazione, ipertonia, ipertermia, disturbo del pensiero formale, psicosi, mania, disturbi dell'umore, irrequietezza e disturbi comportamentali, tachicardia, crisi, tremori, disfunzione autonomica, iperpiressia, estrema rigidità muscolare somigliante alla sindrome neurolettica maligna e effetto Rebound, spasticità

## Sovradosaggio
I sintomi di un sovradosaggio di Baclofene includono vomito, debolezza, sonnolenza, respiro lento, convulsioni, diametro pupillare insolito, e coma.

## Gravidanza e allattamento
Studi adeguatamente controllati nell'essere umano non sono mai stati eseguiti. La molecola oltrepassa la barriera placentare.

La Food and Drug Administration ha inserito baclofene in classe C per l'impiego in gravidanza. In questa classe sono inseriti farmaci i cui studi sugli animali hanno rilevato effetti dannosi sul feto, effetto teratogenico, letale o altro, e per i quali non sono disponibili studi controllati in donne oppure farmaci per i quali non sono disponibili studi né sull'uomo né sull'animale.